# Yoko (ort)
Yoko är en ort i Kamerun.   Den ligger i regionen Centrumregionen, i den centrala delen av landet, 210 km norr om huvudstaden Yaoundé. Yoko ligger 992 meter över havet och antalet invånare är 5 269.
Terrängen runt Yoko är huvudsakligen platt, men åt sydväst är den kuperad. Yoko ligger uppe på en höjd. Trakten runt Yoko är glesbefolkad, med 12 invånare per kvadratkilometer. Det finns inga andra samhällen i närheten. Trakten runt Yoko är huvudsakligen savannskog.